# Вільний мисливець
Вільний мисливець (англ. Bounty Tracker) — бойовик, відеофільм 1993 року.

## Сюжет
Банда професійних убивць, керована Еріком Гауссом, починає знищувати свідків і докази після того, як один зі свідків став давати свідчення проти боса мафії Луї Саразена. Серед їхніх жертв виявляється Пол Дамон, співробітник фірми, яка відмивала мафіозні гроші. Його брат Джонні — мисливець за злочинцями, оголошеними в розшук — приїжджає в Лос-Анджелес і виявляється в самій гущавині подій. Тепер у пошуках негідників у нього є і особистий мотив.

## У ролях
- Лоренцо Ламас — Джонатан Дамон
- Маттіас Г'юз — Ерік Гаусс
- Сінді Пасс — Джевелс
- Ерік Манскер — Рамсес
- Брукс Гарднер — Макс Телтон
- Юджин Роберт Глейзер — Луїс Саразін
- Джадд Омен — Мануель Альберто
- Едді Фріаш — Тоні
- Джордж Перес — Тіні
- Віп Хаблі — детектив Ролстон
- Пол Реджина — Пол Дамон
- Стів Коен — Алек
- Аліса Крістенсен — Ізабель Дамон
- Лео Лі — Куто
- Рей Ласка — Торрелі
- Чарльз Сіксас — шофер
- Кен Обер — Марті Сілк
- Марті Дудек — Венді
- Стів Піцерні — поліцейський 1
- Крістофер Кріса — Грей
- Лоуренс Лоу — Гарольд «Король Лок» Кінгстон
- Сандервульф — Джей-Рой
- Брук Сьюзен Паркер — швейцар
- Джеймс Велш — Фрост
- Ентоні Пек — Джеррі Греко
- Крейг Райан Енджи — татуювальник
- Керрі Олсон — тележурналістка Беккі Йохансен
- Карл Кіарфаліо — Хук
- Веслі Томпсон — черговий сержант
- Дж.П. Романо — поліцейський 2
- Брант фон Хоффман — Торрес
- Джефф Прюітт — Pentjak 1
- Тсуоші Абе — Pentjak 2
- Бертон Річардсон — Pentjak 3
- Койті Сакамото — Чак
- Стівен Ламберт — ФБР ув'язнений
- Стів Х'юлін — Merc 1
- Роберт Мангіарді — сержант поліції Бостона
- Тефан Найевес  — Чуі
- Роберт Вудс — поліцейський 1
- Дарвін Бенжамін — агент на даху
- Клаудіо Мартінез — хлопець
- Даррен А. Каперна — поліцейський 3